# コムボックス佐賀駅前
コムボックス佐賀駅前（コムボックスさがえきまえ）は、佐賀県佐賀市にある大和ハウスグループのショッピングセンターである。

## 概要
長崎本線佐賀駅前にある大和ハウスグループのショッピングセンターである。西友佐賀店（2018年3月31日閉店）跡地に2020年6月20日に開業した。1階はすべてJA佐賀信連が借り上げ、産地直売所「街かど畑」（大財から移転）、JAグループのスーパー「Aコープ」や、JA全農のカフェが出店する。市観光協会や佐賀県の案内拠点、NBCラジオ佐賀が（長崎放送佐賀放送局。本庄町から移転）入居する。2階にはドラッグストアの「マツモトキヨシ」や、100円ショップ「セリア」などが出店する。

## 歴史
- 1979年（昭和54年）11月 - 前身となる西友佐賀店開店[2]。
- 2017年（平成29年）3月23日 - 西友佐賀店が建物の老朽化や駅前の再開発計画などを理由に2018年1月 - 3月をめどに閉店することがわかった[3]。
- 2018年（平成30年）3月31日 - 西友佐賀店が閉店[2]。
- 2019年（平成31年）2月7日 - 西友佐賀店の跡地をAコープなどが出店を計画していることがわかった[4]。
- 2020年（令和2年）
  - 5月25日 - 2階のテナントがほぼ決まったことがわかった[1]。
  - 6月15日 - NBCラジオ佐賀が本庄から移転[5]。
  - 6月18日 - 1階のスーパーなどがプレオープン[6]。
  - 6月20日 - 開業。しかし、2019新型コロナウイルスの影響で内装工事が遅れたことなどから、2階はドラッグストアのマツモトキヨシだけがオープンし[7]、ほかは順次オープンする予定。

## テナント
| テナント名                                | 営業時間                                                            | 定休日   | 備考                   |
| ----------------------------------------- | ------------------------------------------------------------------- | -------- | ---------------------- |
| 1階                                       |                                                                     |          |                        |
| NBCラジオ佐賀                             | 24時間                                                              |          |                        |
| SAGA MADO Information Hub & Lounge        | 09:00 - 20:00 観光案内 09:00 - 18:00 県産品展示・販売 10:00 - 20:00 | 01月01日 |                        |
| みのりカフェ季楽                          | 10:00 - 20:00                                                       |          |                        |
| JAファーマーズ Aコープ街かど畑            | 09:30 - 21:00                                                       |          |                        |
| さが風土館季楽 直販本店                   | 09:30 - 19:30                                                       |          |                        |
| 佐賀駅前チャンスセンター （宝くじ売り場） | 10:00 - 18:30                                                       | 年中無休 |                        |
| 2階                                       |                                                                     |          |                        |
| マツモトキヨシ （ドラッグストア）         | 09:00 - 21:00                                                       | 年中無休 |                        |
| セリア （100円ショップ）                  | 10:00 - 20:00                                                       | なし     | 2020年06月29日オープン |
| アートネイチャー                          | 平日 10:00 - 18:30 週末・祝日 9:00 - 17:30                          | 火曜日   | 2020年07月10日オープン |
| 佐賀駅つるた歯科                          | -                                                                   | -        | 2021年02月08日オープン |
| のぐちクリニック                          | -                                                                   | -        | 2020年07月01日オープン |
| あじさいクリニック                        | -                                                                   | -        | 2020年07月01日オープン |
| 溝上薬局                                  | -                                                                   | -        | 2020年07月01日オープン |

## アクセス
- 長崎本線佐賀駅南口を出てすぐ左手[11]
- 佐賀駅バスセンター近く
- 長崎自動車道 3 佐賀大和ICより佐賀市街方面へ国道263号を直進し、JR長崎本線の高架を過ぎて2つ目の信号（神野東一丁目交差点）を左折し、「市役所南」交差点を左折、ひとつ目の信号を過ぎて左側[11]。